# 13825 Booth
13825 Booth è un asteroide della fascia principale. Scoperto nel 1999, presenta un'orbita caratterizzata da un semiasse maggiore pari a 2,5514005 UA e da un'eccentricità di 0,1813954, inclinata di 6,17218° rispetto all'eclittica.